# Färgsymbolik

Sovjetunionen (1922-1991) hade en flagga i socialismens röda färg

Färgsymbolik avser användningen av färg som en symbol för egenskaper, sinnestillstånd eller andra företeelser. Ibland handlar det om enskilda färger, men ofta utgörs symbolen av flera färger i kombination, och i de allra flesta fall beror symboliken på det sammanhang som färgerna finns i.

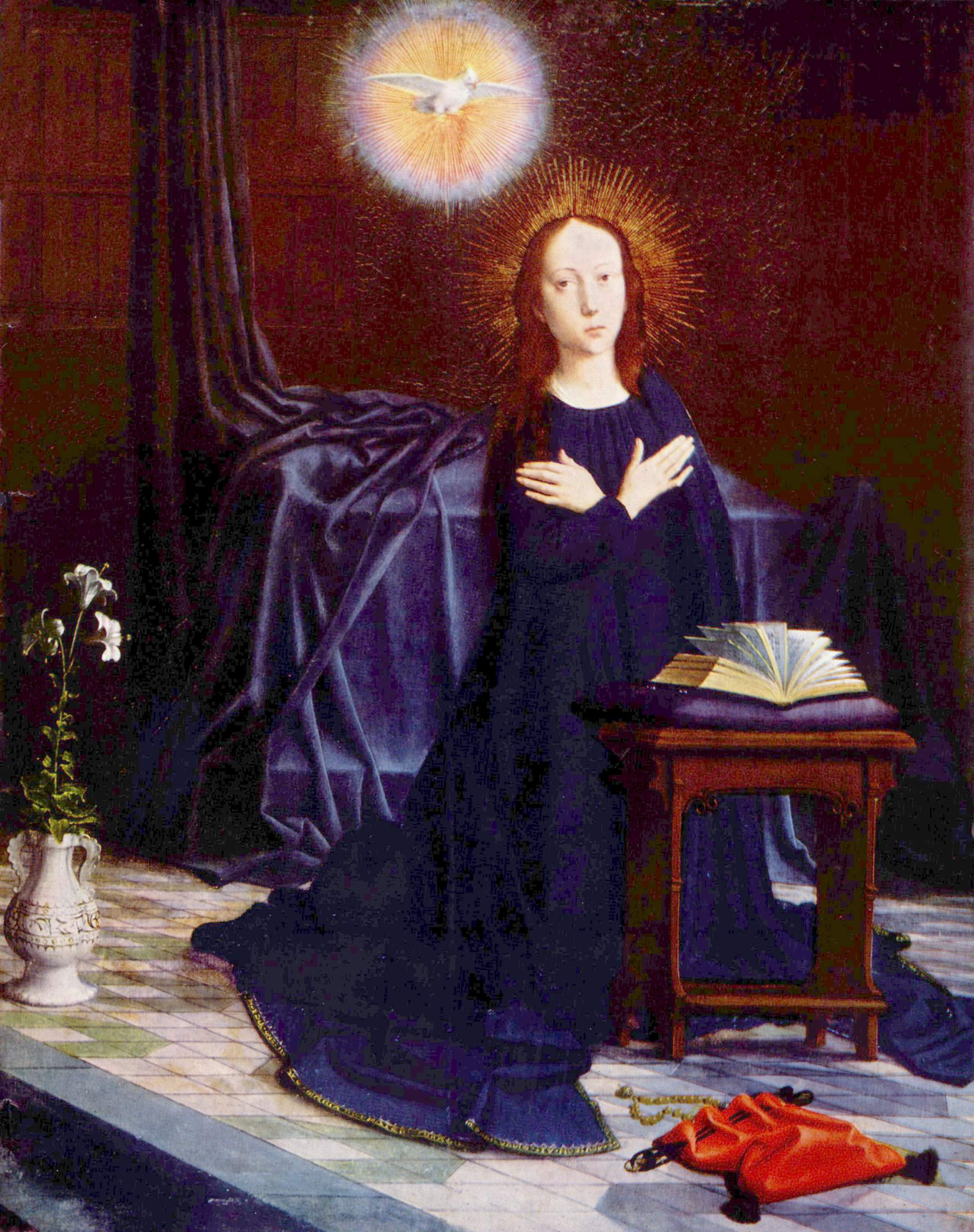
Blått kopplas inom kristendomen samman med Jungfru Maria och hon har ofta avbildats klädd i denna färg. Gerard David c:a 1500

## Olika slag av symboler

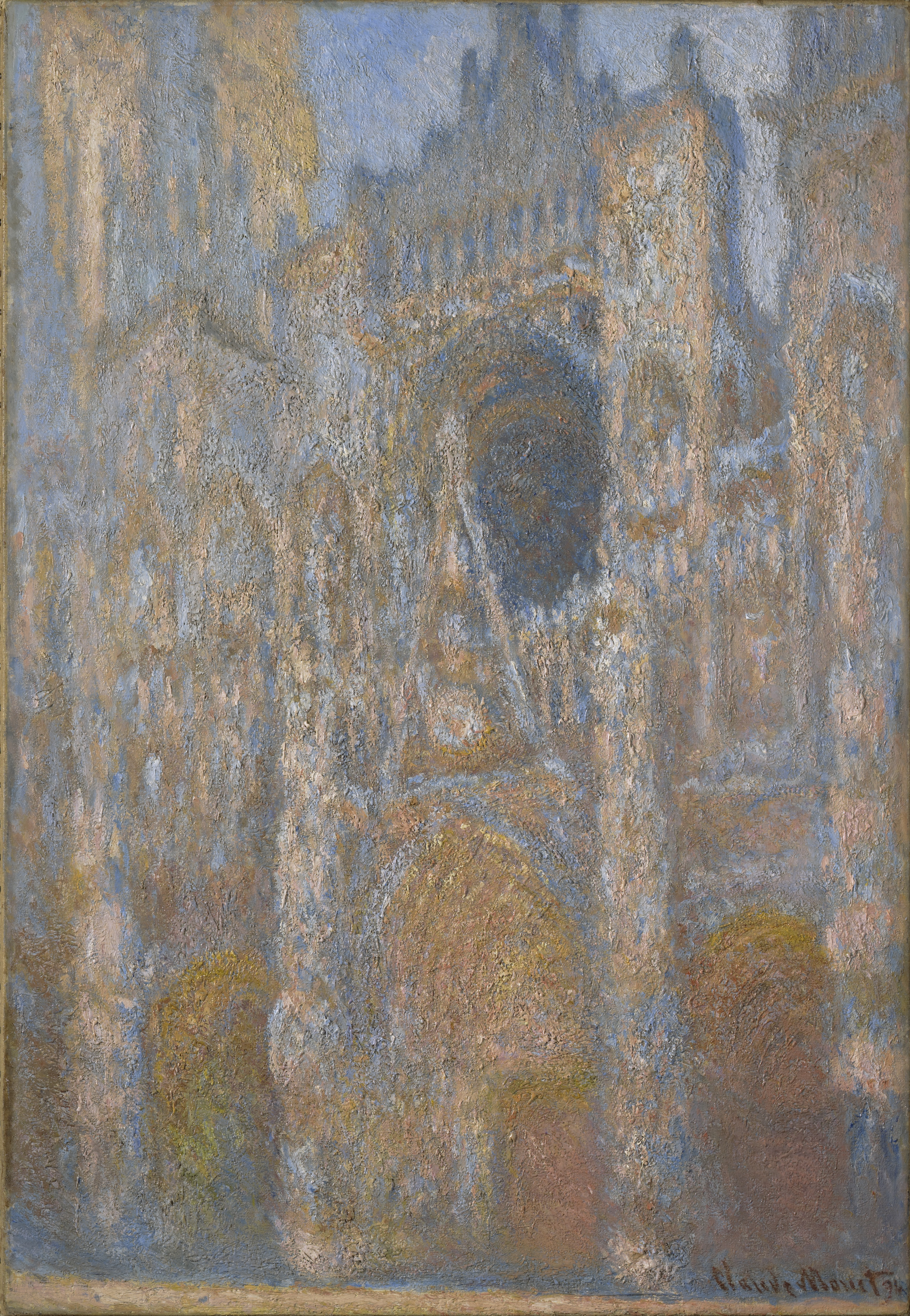
Claude Monets (1840-1926) serie målningar av katedralen i Rouen kan ses som expressiva symboler för samverkan mellan ljuset - i detta fall mitt på dagen - och fasadens färg.

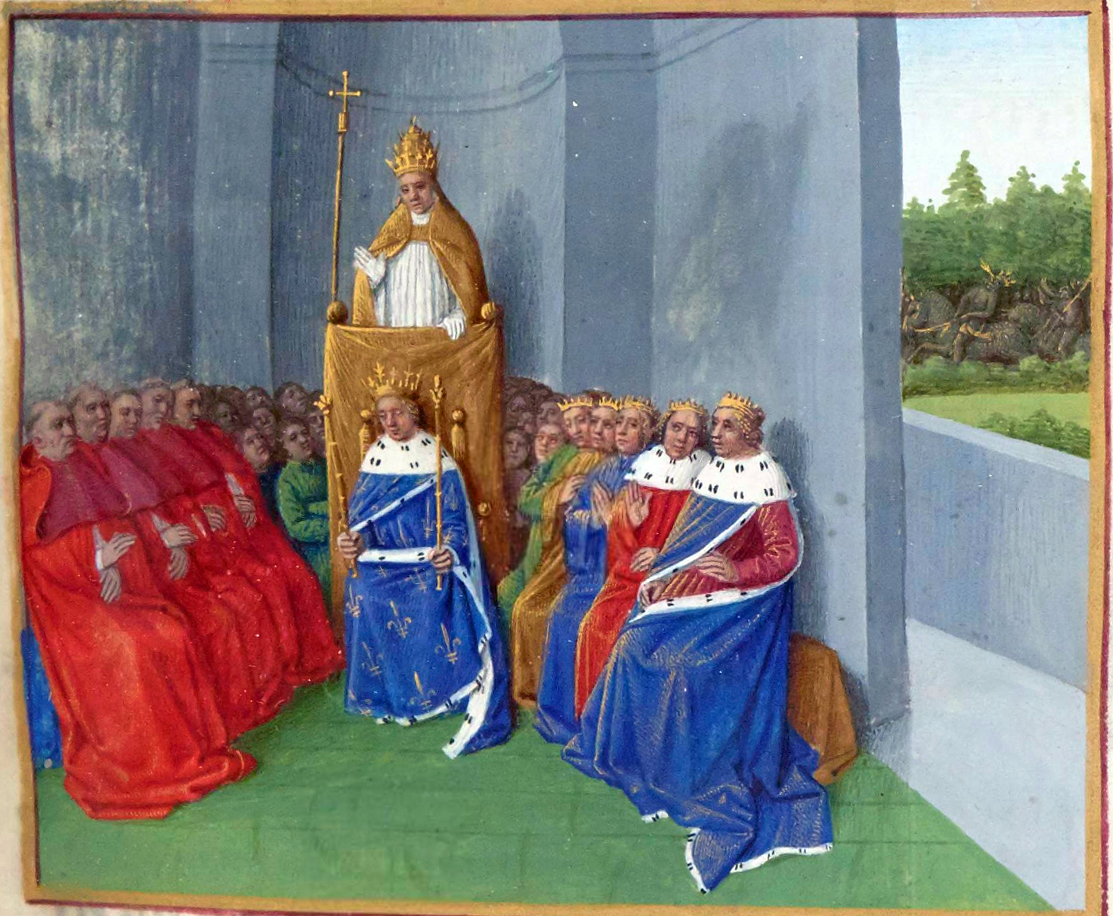
Påven Urban II predikar om första korståget. Av färgen på de förnäma åhörarnas kläder kan den invigde lätt se att de till vänster är biskopar. Jean Fouqet (1420-1480).

Färger som sådana har inga symboliska betydelser, utan tillskrivs sådana genom de associationer människor får när de ser färgerna eller möter färgord i tal eller skrift.  Symboler  – inte bara färgsymboler – kan vara av flera olika slag:

### Expressiva symboler
Den amerikanska filosofen Susanne Langer talar om expressiva symboler - de perceptuella mönster som väcker vår uppmärksamhet i konst och design genom att erinra om våra levande sinnliga erfarenheter i omvärlden och därför kan fungera som symboler för "upplevt liv". Sådana symboler känner vi igen spontant och kan ta till oss utan att behöva lära oss vad de betyder. När det gäller färg kan det till exempel handla om konstnärliga tolkningar av samspelet mellan ljus och färg i vår omvärld.

### Kulturbundna symboler
Andra färgsymboler har vuxit fram inom en viss kultur eller tid, och vi lär oss dem spontant genom att vi stöter på dem i vårt vardagsliv eller läser om dem i litteraturen. I västvärlden är vi till exempel vana vid svart som en sorgens färg, men i flera asiatiska kulturer är det i stället vitt som symboliserar sorg. Kristna samfund har sina liturgiska färger, medan andra religioner har andra färgsymboler. Andra kulturbundna symboler har skapats av andra skäl än religiösa.

### Symboler skapade genom överenskommelser
Många färgkoder och symboler har skapats genom överenskommelser eller standardisering. Vissa av dem införlivas så småningom med den tradition som vi tar till oss spontant, till exempel de röd-gul-gröna trafiksignalerna, som är likadana i hela världen. Andra måste vi lära oss aktivt innan vi förstår dem, till exempel den färgmärkning  anger olika funktioner eller kvaliteter inom en viss bransch eller verksamhet.

### Den enskilda människans egna symboler
Utöver det som är gemensamt för alla, eller inom en kultur, så har varje människa associationer som är personliga och skapade av egna minnen och erfarenheter. Ett specialfall, som antas ha fysiologiska orsaker, är synestesi eller sinnesanalogi. Synestesi innebär att ett sinnesintryck skapar ett nytt intryck i ett annat sinne, till exempel att siffror och bokstäver har färger.

## Färgen i sitt sammanhang

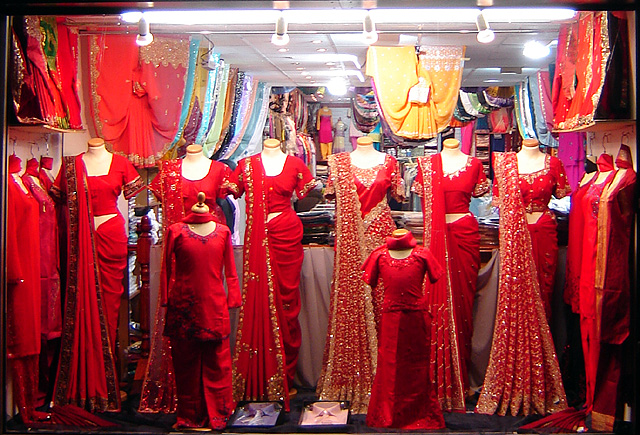
En indisk brudklänning är ofta röd.

Det finns inget tydligt samband mellan vilken färg man föredrar i allmänhet och vilken färg man väljer för sina kläder eller väggarna i sitt hem, och även när det gäller den enskilda färgens symboliska innebörd är sammanhanget avgörande.
Till grund för mycket av färgsymboliken ligger människors gemensamma upplevelser av ljus och mörker, vatten och eld och växtlighetens gradvisa förändring från grodd till mognad och vissnande. Blodets röda färg är en stark symbol i alla kulturer. Men även om dessa symboler utgår från allmänmänskliga upplevelser så kan de specifika färgerna tolkas mycket olika i olika kulturer, och även i olika sammanhang inom en och samma kultur. Rött kan till exempel symbolisera både kärlek, synd och revolution, samtidigt som röda hus eller röda kläder ger ytterligare andra associationer. Grönt används ofta med hänvisning till natur och – i senare tid – miljömedvetenhet.
Den starkaste symboliken ligger ofta inte hos enskilda färger utan hos kombinationer av färger. Ett närliggande exempel är kombinationen av gult och blått, som för många ger omedelbara associationer till Sverige, och detta även om kombinationen presenteras på någonting helt annat än en flagga.
Heraldiken använder begreppet färg i speciell betydelse och har regler om hur olika färger får kombineras.

## Färg som statussymbol

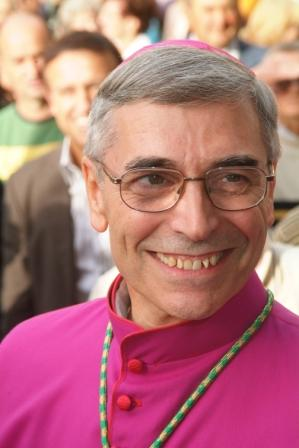
Den italienske biskopen Domenico Cancian Immagine klädd i purpur

Purpur betecknar inte sällan statusen hos styrespersoner och kungligheter, vilket den gjort sedan antiken. Ursprunget är, liksom för många andra statussymboler, en fråga om ekonomi. Det färgämne som användes till de purpurfärgade tygerna utvanns ur små snäckor, där det behövdes stora mängder för att få till den önskade färgen. Den status som följde med så dyrbara kläder reserverades under det romerska imperiet för senatorer och kejsare, som enligt lag var de enda som fick använda den. Senare har den exklusiva purpurfärgen blivit en symbol för rangen hos högt uppsatta män inom den katolska kyrkan. 
I Kina har gult haft en liknande status som färg på den kejserliga familjens kläder.
Idag klär sig maktens män oftast i svart eller mörkblått, något som kan härledas till tiden efter franska revolutionen, då de nya makthavarna tog avstånd från den gamla överklassens påkostat färggranna klädstil.
Även när det gäller färg på hus finns det av tradition en symbolik som bygger på ekonomi. Från 1400-talet och flera hundra år framåt var det i Sverige högsta status att måla hus med rödfärg, som en anspelning på det dyrbara och prestigefulla fasadmaterialet tegel. När rödfärgen började bli vanlig var det i stället ljusa linoljefärger som symboliserade status och rikedom. Olika pigment hade länge mycket olika pris, och blyvitt var exempelvis många gånger dyrare än de jordpigment man kunde finna i naturen. Därmed blev det vitmålade trähuset inte bara ett blickfång utan också en manifestation av rikedom.

## Färger som idébärare

### Färg i religionen

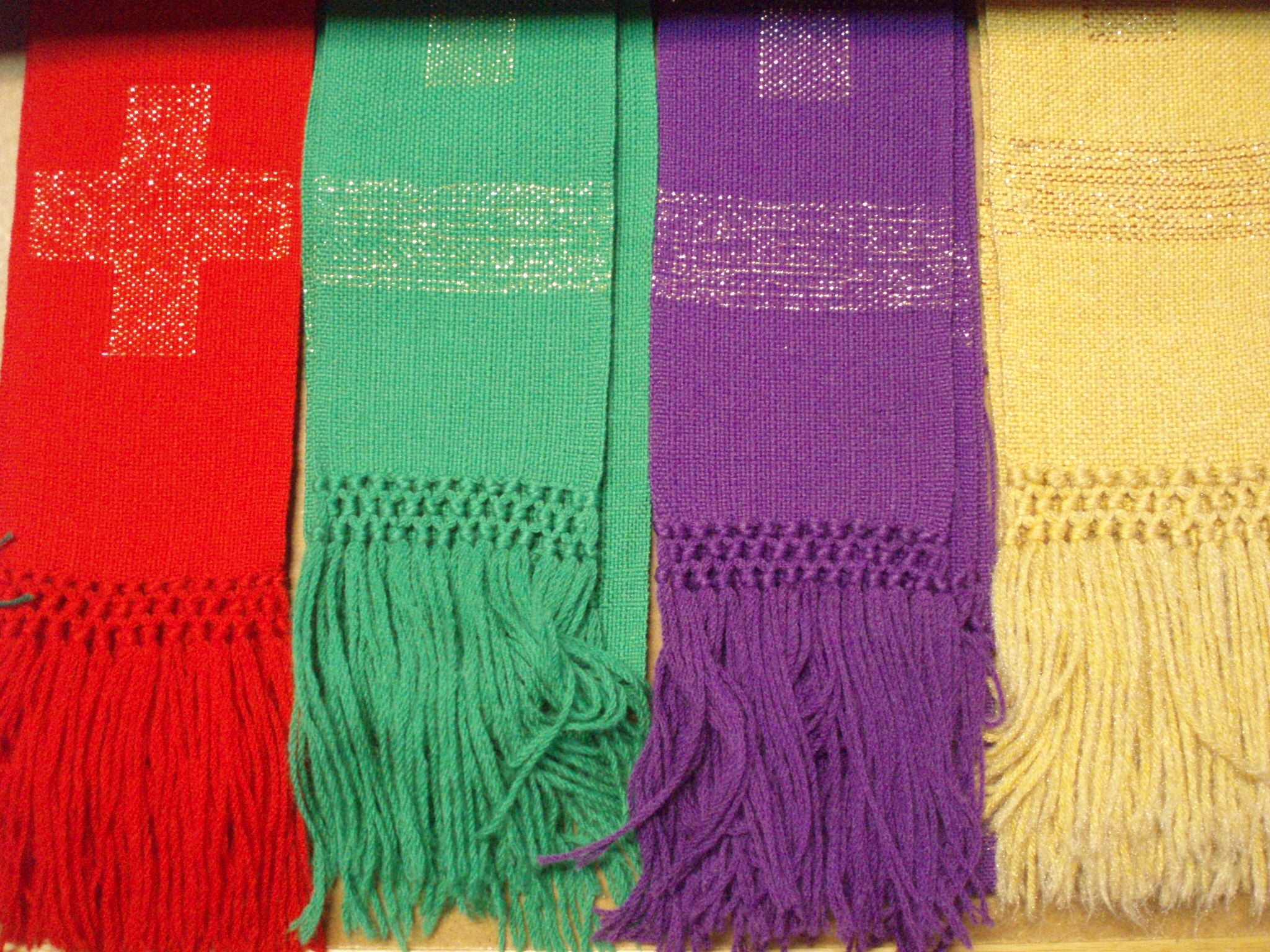
Inom kristendomen har färgen på prästens stola en symbolisk betydelse.

Inom den protestantiska Svenska kyrkan finns ett antal liturgiska färger med olika symbolisk innebörd. De används i exempelvis altartextilierna och prästens kläder för att tydliggöra den aktuella söndagens eller gudstjänstens budskap:
- Vitt symboliserar renhet, helighet och oskuld och används vid glädjehögtider.
- Rött är eldens, blodets och kärleken färg och används vid pingst och martyrdagar. Rött kan också specifikt symbolisera Guds kärlek.
- Grönt är vårens och hoppets färg och används när ingen annan färg är föreskriven.
- Violett symboliserar ånger, bot och bättring och används under bot- och fastetider.
- Blått är himlens och havets färg och står för trofasthet och för det överjordiska, gudomliga. Den kan vara Kristi eller Marias färg och används ibland i stället för violett.
- Purpur står för kunglig makt och gudomlighet.
- Gult symboliserar traditionellt vissnande och sådana onda saker som förräderi och avundsjuka, men kan också stå för guld och det eviga ljuset, Guds härlighet och makt.
- Svart är sorgens och dödens färg.
- Guld betyder överjordisk storhet men kan också vara tecken på yttre prål.

Andra kristna samfund har delvis andra liturgiska färger eller andra tolkningar av deras innebörd. Inom den katolska kyrkan finns dessutom ett antal klosterordnar och andra sammanslutningar som ibland fått folkliga namn efter färgen på sina kläder, till exempel brukar Franciskanermunkar kallas "gråbröder".
Islam sammanknippas ofta med grönt, även om det finns olika teorier om ursprunget till detta. Även färgerna svart och vitt är betydelsefulla muslimska symboler för renhet och helighet.

### Politisk färg
Inom politiken har olika färger, genom att användas av olika politiska rörelser, fått särskilda betydelser. Man talar då om politisk färg. Oftast står rött för socialism och blått för konservatism, men i USA brukar det konservativa republikanska partiet symboliseras av rött medan de mera liberala demokraterna associeras med blått. Grönt har blivit en samlande beteckning för de relativt nya partier som definierar sig som miljövänliga (se grön ideologi), och den av tradition kvinnliga färgen rosa har anammats av feministiska partier och rörelser, i Sverige av Feministiskt initiativ.
Brunt brukar förknippas med nazismen, och representerade NSDAP i Tyskland från 1920-talet till 1940-talet.
Svart brukar förknippas med anarkism eller, i kombination med rött, syndikalism. Svart står också, med hänvisning till Mussolinis svartskjortor, för fascism.
Vit har använts i betydelsen kontrarevolutionär. Uttrycket kan härledas till fransk historia där det talas om två perioder av vit terror, först 1795 som en reaktion mot franska revolutionen 1789, och sedan 1815 när kungahuset Bourbon återinsattes efter Napoleons fall. Färgen vit syftade då på kungahusets vita fanor men har sedan fått motsvarande innebörd i flera andra sammanhang, som i exempelvis uttrycken vita arméer och vit terror under det finska och det ryska inbördeskriget under 1910- och 1920-talen samt vit terror i Ungern och Kina under 1920-talet och i Spanien under inbördeskriget där 1936–1939.

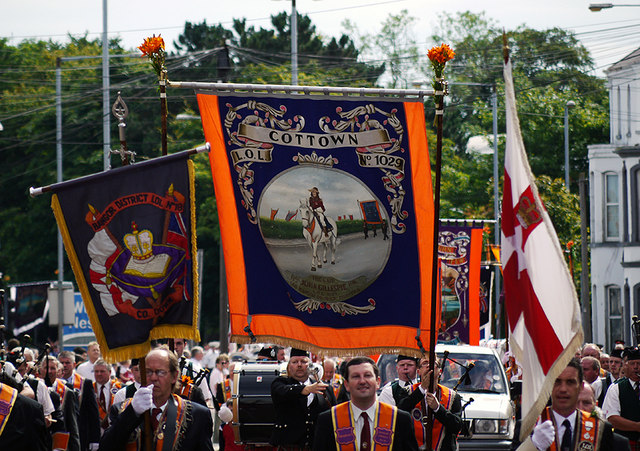
Orangeordern paraderar i Bangor, Nordirland 12 juli 2010

### Färg som symbol för nationen eller gruppen
Färgerna i dagens nationsflaggor kan ibland härledas till de heraldiska vapnen för viktiga makthavare och/eller regioner. Många flaggor har samma färger – exempelvis finns över 30 nationsflaggor med de tre färgerna rött, vitt och blått - och flaggans symboliska värde skapas alltså inte bara av färgerna utan också av deras placering. De enskilda färgernas symbolvärde i kombinationen förefaller ofta vara en efterkonstruktion, och inte sällan ger olika källor olika tolkningar.
Många afrikanska flaggor har färgerna rött, svart och grönt. Detta går tillbaka till den flagga som skapades år 1920 av United Negro Improvement Organisation i USA och blev en symbol för panafrikanism. Dess tre färger gavs specifika symboliska betydelser. När de afrikanska länderna under 1900-talet blev självständiga från de kolonialmakter som tidigare dominerat kontinenten valde många av dem att anknyta till panafrikanismen i sina flaggor.
Orange är nationalfärg för Nederländerna och symboliserar också den protestantiska oranienordern (Orange Order) som framför allt är verksam bland Nordirlands protestanter. Symboliken hänvisar i båda fallen till den nederländska fursteätten Oranien. I Nederländerna ledde  Vilhelm I av Oranien (1533-1584) ett framgångsrikt självständighetskrig mot Spanien och blev känd som "fosterlandets fader". Hans ättling Vilhelm III av England, Irland och Skottland (1650-1702)  var en protestantisk kung som bekämpade och besegrade katolska rivaler och rebeller. Ätten Oranien har sitt namn efter staden Orange i Provence. Stadens namn har ingenting med färgen orange att göra - innan Julius Caesars erövring hette den Arausio. Den starka symboliska verkan av färgen orange kan alltså härledas till en ren ljudlikhet mellan ord med helt olika ursprung och betydelse.
På ett vardagligare plan finns mängder av exempel på att idrottsklubbar benämns genom färgerna på sina fanor och matchkläder. Även grupperingar och subkulturer av mindre formaliserat slag väljer ofta en speciell färgskala för sina kläder.

### Färg som betecknar väderstreck
I det turkiska Osmanska riket gavs varje väderstreck en färg: Svart för norr, blått för öster, rött för söder och vitt för väster. En teori är att detta gav upphov till de turkiska namnen på de hav som omger rikets kärnområde och som har kommit att beteckna dem även på andra språk. Svarta havet i norr och Röda havet i söder har motsvarande namn på en mängd språk. Egeiska havet i väster kallades "vita havet", ett namn som fortfarande är i bruk i Bulgarien och Nordmakedonien.

## Färger som uttryck för personlighet och känslor
Den antika temperamentsläran kopplar samman färger med de kroppsvätskor som antogs påverka människors temperament och personlighet:
- Rött blod står i detta sammanhang för ett sangviniskt, obekymrat och verksamt temperament.
- Vitt slem står för ett flegmatiskt, trögt och svårrörligt temperament.
- Gult  (gul galla) står för ett koleriskt och hetsigt temperament.
- Svart  (svart galla) står för ett melankoliskt temperament.

Blues som namn på en musikform, och på de känslor den uttrycker, antas ha fått sitt namn efter det engelska uttrycket blue devils, som står för melankoli.

## Färgsymbolik i bildkonsten
Äldre tiders bildkonst använde sig i hög grad av den färgsymbolik som skapats av religionen. Dessutom utvecklade den ibland ytterligare symbolik, som talade direkt till den insatta samtida betraktaren men som dagens människor inte tar till sig spontant. I barockens bildkonst fanns till exempel symbolerna:
- Blått - andakt och vetenskap men även svartsjuka
- Grönt - glädje, vänlighet och hopp
- Brunt - måttlighet, förstånd och tillfredsställelse

## Färgsymboliska konventioner och standarder

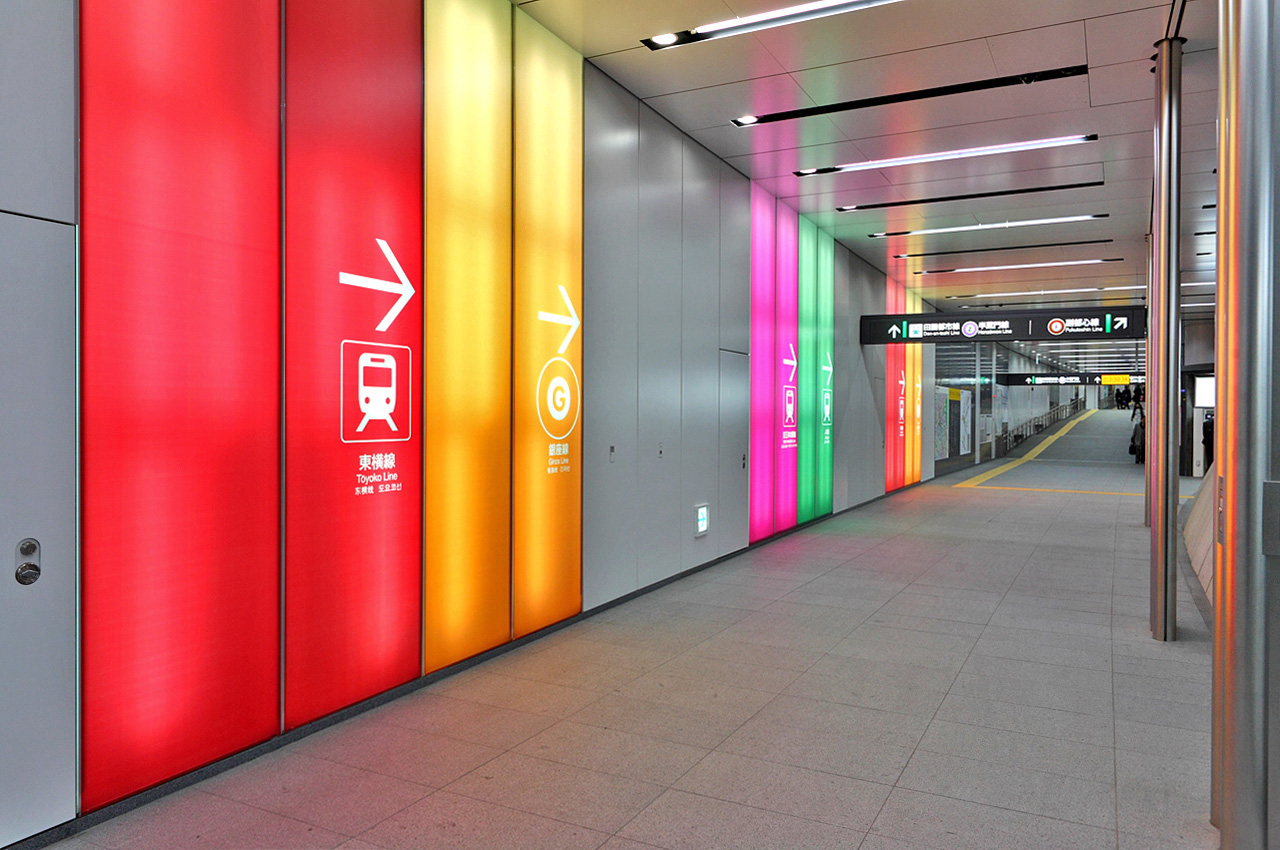
I Tokyos tunnelbana används färgkoder mycket tydligt och konsekvent

I vissa sammanhang är det anledning att ha fastställda färgsymboliska konventioner. Detta har föranlett standardisering av färgkoder för en del syften, exempelvis för trafiksignaler, elektronik och brandskydd och på rörledningar och manöverorgan. Exempelvis har den svenska standardiseringskommissionen fastslagit vissa färger som standard för sådant som rörliga maskindelar (orange), brandskåp och brandredskap (rött) och nödutgångar (grönt).
Elektronikindustrin rymmer en betydande del förtäckt information med färg. Många av dess komponenter är så  små att man omöjligen kan lägga uttydbar text eller sifferkod på dem. I stället märks de med små streck eller punkter där varje färg ges ett siffervärde. Ur några små färgmarkeringar kan resistans, kapacitans eller tillåten strömstyrka utläsas. Även på säkringar (så kallade proppar) i elskåpen finns färgmarkeringar, där varje färg motsvarar en viss strömstyrka.. Även fordonssäkringar är färgkodade.
I sportsammanhang används färgade flaggor och kort för att ge signaler, varningar och instruktioner, och olika sporter har här olika färgsymbolik som självklart förstås av de insatta men kanske inte alltid av andra. Inom sjöfarten betecknar grönt styrbord (höger) och rött babord (vänster), och samma symbolik används även i andra sammanhang. 
I krig är en vit flagga (parlamentärflagga) ett tecken på att man ger upp och överlämnar sig till fienden. Detta är fastslaget i 1907 års Haagkonvention, artikel 32.
Färg används ofta som vägvisare i till exempel tunnelbanesystem, med en symbolik som fastställs från fall till fall.

## Forskning om färgsymbolik och färgassociationer
När det gäller färgers fysiologiska och psykologiska påverkan på människor finns det stora kunskapsluckor och mycket litet är vetenskapligt belagt. Trots detta presenteras omstridda resultat ofta som fakta, och både bland allmänheten och professionella färgsättare florerar mängd myter och faktoider som forskare inom området inte kan bekräfta. Ett exempel är det som på engelska kallas the Pink Effect och som påstår att vissa ljusröda färger har en lugnande verkan. För att testa hypotesen lät forskare måla om ett amerikanskt fängelse invändigt i sådana färger, och fann att  internerna blev tydligt mindre bråkiga. När de efter en tid skulle följa upp sina resultat upptäckte de att internerna var minst lika stökiga som innan ommålningen, och drog slutsatsen att den tillfälliga lugnande effekten berodde på att man alls hade brytt sig om att snygga upp miljön, inte på vilken färg man hade valt. Trots detta fortsatte myten om the Pink Effect att spridas och tillämpas. 
Den forskning som har gjorts om människors associationer kring olika färger har ofta gjorts med hjälp av små färgprover, som visats en och en utan annat sammanhang än det enfärgade papper eller den datorskärm som utgjort bakgrund. Man har också ställt frågor om hur människor reagerar på olika färgord eller bett dem att välja färger som motsvarar olika associationer eller känslouttryck. Det är ifrågasatt i vilken mån sådana studier säger något om de känslor eller associationer som färger kan väcka i andra situationer, exempelvis har man konstaterat skillnader mellan människors inställning till samma färger visade på små papperslappar och på väggarna i fullskalerum. 
Färgforskaren Lars Sivik presenterade år 1970 en studie om färgassociationer, utförd genom att försökspersoner fick se små färgprover och ange sina associationer genom kryss på skalor mellan olika ord (till exempel varm - kall och kvinnlig - manlig). Undersökningen utfördes både i Sverige och i Grekland. För huvuddelen av skalorna finns inga systematiska skillnader mellan de svenska och de grekiska svaren, men i några fall var skillnaderna tydliga. För ordparen vinter - sommar  och kall - varm kan detta förmodligen förklaras med klimatskillnaden mellan länderna. Skillnaderna för skrikig - diskret och kultiverad - vulgär grundades antagligen i kulturskillnader.

## Färgsymbolik i populärpress och på Internet
De påstådda symboliska betydelserna hos olika färger beskrivs och analyseras ofta i populärpressen, på webbsidor och i sociala medier. Exempelvis finns ett antal sinsemellan motstridiga "blomsterspråk" där färgen hos de blommor man skänker bort påstås kunna förmedla ett budskap.
Det finns också webbsidor som presenterar råd om hur olika färger bäst kan användas i marknadsföring och varumärkesbyggande. Tillförlitligheten hos dessa påståenden kan illustreras med att en och samma rådgivningshemsida på ett ställe presenterar gult som förknippat med energi och intellekt, och på ett annat ställe skriver att blått - till skillnad från bland annat gult - står för medvetenhet och intellekt.